# قائمة مؤلفات الشيخ الصدوق
أبو جعفر محمد بن علي بن بابويه القمي المعروف بالشيخ الصدوق (حدود 306 هـ - 381 هـ) / (923 م - 991 م) عالم وفقيه ومحدث عند الشيعة في القرن الرابع الهجري، وهو أحد الأربعة المشهورين بجمع الأخبار، حيث أنه مؤلف كتاب من لا يحضره الفقيه أحد الكتب الأربعة عند الشيعة الاثنا عشرية ويعتبر من أهم المصادر الحديثية عندهم. ولد في مدينة قم في عصر الغيبة الصغرى. ثم نشأ في أسرة وكان والده فقيهاً. وقد أكثر الصدوق من مجالسة العلماء والسماع منهم حتى أصبح فقيهاً ومحدثاً. نسب إليه ما يقارب 300 مؤلف ولكن الكثير من هذه المؤلفات فقدت، ولم يعثر عليها. لقبه الشيخ الطوسي في كتابه الاستبصار بلقب «عماد الدين» لرفعة مقامه، وقد تميزت مؤلفاته عند الفقهاء والعلماء بأنها مصادر موثوقة ولذلك سمي بالصدوق. عُرف الشيخ الصدوق بالسفر الكثير إلى عدة أقطار وبلدان بحثاً عن العلوم والأحاديث. وقد تتلمذ على يده بعض العلماء كالشريف المرتضى، والشيخ المفيد والتلعكبري وغيرهم. ثم تُوفّي في بلدة الري، ودُفن قرب مرقد عبد العظيم الحسني.

## قائمة المؤلفات
العقيدة
| اسم الكتاب                    | ملاحظات | الحالة | رابط   |
| ----------------------------- | ------- | ------ | ------ |
| كمال الدين وتمام النعمة       |         | مطبوع  | الكتاب |
| كتاب التوحيد                  |         | مطبوع  | الكتاب |
| الأعتقادات في دين الأمامية    |         | مطبوع  | الكتاب |
| الرسالة الثانية               |         | --     | --     |
| الرسالة الثالثة               |         | --     | --     |
| الرسالة في أركان الإسلام.     |         | --     | --     |
| النبوة                        |         | مطبوع  | الكتاب |
| إثبات الوصية لعلي عليه السلام |         | --     | --     |
| اثبات خلافته                  |         | --     | --     |
| اثبات النص عليه               |         | --     | --     |
| اثبات النص على الأئمة.        |         | --     | --     |
| الرسالة الأولى في الغيبة      |         | مطبوع  | الكتاب |
| جامع حجج الأنبياء             |         | --     | --     |
| جامع حجج الأئمة               |         | --     | --     |
| الرجعة                        |         | --     | --     |

علوم القرآن
| اسم الكتاب         | ملاحظات | الحالة | رابط |
| ------------------ | ------- | ------ | ---- |
| مختصر تفسير القرآن |         | --     | --   |
| تفسير القرآن       |         | --     | --   |

الحديث
| اسم الكتاب         | ملاحظات           | الحالة | رابط   |
| ------------------ | ----------------- | ------ | ------ |
| من لا يحضره الفقيه | من الكتب الأربعة. | مطبوع  | الكتاب |
| علل الشرائع        |                   | مطبوع  | الكتاب |
| معاني الأخبار      |                   | مطبوع  | الكتاب |
| عيون أخبار ارضا    |                   | مطبوع  | الكتاب |
| الأمالي            |                   | مطبوع  | الكتاب |
| فضائل الشيعة       |                   | مطبوع  | الكتاب |

الفقه وأصوله
| اسم الكتاب | ملاحظات | الحالة    | رابط   |
| --- | ------- | --------- | ------ |
| المقنع في الفقه |         | مطبوع     | الكتاب |
| الهداية |         | مطبوع     | الكتاب |
| كتاب الهداية في الأصول والفروع كتاب فرائض الصلاة كتاب فضل المساجد كتاب مواقيت الصلاة كتاب فقه الصلاة كتاب الجمعة والجماعة كتاب السهو كتاب الصلوات سوى الخمس كتاب نوادر الصلاة كتاب الزكاة كتاب الخمس كتاب حق الجداد كتاب الجزية كتاب المياه كتاب السواك كتاب الوضوء كتاب التيمم كتاب الأغسال كتاب الحيض والنفاس كتاب نوادر الوضوء كتاب فضائل الصلاة كتاب فضل الصدقة كتاب الصوم كتاب الفطرة كتاب الاعتكاف كتاب جامع الحج كتاب جامع علل الحج كتاب جامع تفسير المنزل في الحج كتاب جامع آداب المسافر للحج كتاب جامع فرض الحج والعمرة كتاب جامع فقه الحج كتاب النكاح كتاب الوصايا كتاب الوقف كتاب الصدقة والنحلة والهبة كتاب السكنى والعمرى كتاب الحدود كتاب الديات كتاب المعايش والمكاسب كتاب التجارات كتاب العتق والتدبير والمكاتبة كتاب القضاء والأحكام كتاب اللقاء والسلام كتاب في تحريم الفقاع كتاب الموالاة كتاب مسائل الوضوء كتاب مسائل الصلاة كتاب مسائل الزكاة كتاب مسائل الخمس كتاب مسائل الوصايا كتاب مسائل المواريث كتاب مسائل الوقف كتاب مسائل النكاح ثلاثة عشر كتابا مسائل الحج كتاب مسائل العقيقة كتاب مسائل الرضاع كتاب مسائل الطلاق كتاب مسائل الديات كتاب مسائل الحدود كتاب اللعان كتاب الاستسقاء كتاب المتعة. |         | غير معروف | --     |

علم التراجم والرجال
| اسم الكتاب           | ملاحظات | الحالة    | رابط |
| -------------------- | ------- | --------- | ---- |
| المعرفة برجال البرقي |         | غير موجود | --   |

الأدعية والزيارات
| اسم الكتاب           | ملاحظات | الحالة | رابط   |
| -------------------- | ------- | ------ | ------ |
| فضائل الأشهر الثالثة |         | مطبوع  | الكتاب |

الأخلاق والرقائق
| اسم الكتاب                 | ملاحظات | الحالة | رابط   |
| -------------------------- | ------- | ------ | ------ |
| ثواب الأعمال وعقاب الأعمال |         | مطبوع  | الكتاب |
| الخصال                     |         | مطبوع  | الكتاب |
| مصادقة الإخوان.            |         | مطبوع  | الكتاب |
| كتاب المواعظ               |         | مطبوع  | الكتاب |
| صفات الشيعة                |         | مطبوع  | الكتاب |

متفرقات
| اسم الكتاب | ملاحظات | الحالة    | رابط |
| --- | ------- | --------- | ---- |
| كتاب المعرفة في فضل النبي وأمي رالمؤمنين والحسن والحسين عليهم السلام كتاب مدينة العلم كتاب العرض على (في) المجالس كتاب الأوائل كتاب الأواخر كتاب الأوامر كتاب المناهي كتاب الفرق كتاب خلق الإنسان كتاب فضل المعروف كتاب جامع فضل الكعبة والحرم كتاب أدعية الموقف كتاب القربان كتاب المدينة وزيارة قبر النبي والأئمة عليه السلام كتاب جامع نوادر الحج كتاب زيارات قبور الأئمة كتاب في زيارة موسى ومحمد عليهما السلام كتاب جامع زيارة الرضا عليه السلام كتاب الشعر كتاب السلطان كتاب فضائل جعفر الطيار كتاب فضائل العلوية كتاب الملاهي كتاب السنة كتاب في عبد الملطلب وعبد الله وأبي طالب عليهم السلام كتاب في زيد بن علي عليه السلام كتاب الفوائد كتاب الإنابة كتاب الضيافة كتاب التاريخ كتاب علامات آخرالزمان كتاب فضل الحسن والحسين عليهما السلام كتاب رسالة في شهر رمضان جواب رسالة وردت في شهر رمضان. المصباح الأول ذكر من روى عن النبي صلى الله عليه وآله من الرجال المصباح الثاني ذكر من روى عن النبي صلى الله عليه وآله من النساء. المصباح الثالث ذكر من روى عن أمير المؤمنين عليه السلام المصباح الرابع ذكر من روى عن فاطمة عليها السلام المصباح الخامس ذكر من روى عن أبي محمد الحسن بن علي عليه السلام المصباح السادس ذكر من روى عن أبي عبد الله الحسين بن علي عليه السلام المصباح السابع ذكر من روى عن علي بن الحسين عليه السلام المصباح الثامن ذكر من روى عن أبي جعفر محمد بن علي عليه السلام المصباح التاسع ذكر من روى عن أبي عبد الله الصادق عليه السلام المصباح العاشر ذكر من روى عن موسى بن جعفر عليه السلام المصباح الحادي عشر ذكر من روى عن أبي الحسن الرضا عليه السلام المصباح الثاني عشر ذكر من روى عن أبي جعف الثاني عليه السلام المصباح الثالث عشر ذكر من روى عن أبي الحسن علي بن محمد عليه السلام المصباح الرابع عشر ذكر من روى عن أبي محمد الحسن بن علي عليه السلام المصباح الخامس عشر ذکر الرجال الذین خرجت إلیهم التوقیعات. كتاب الرجال المختارين من أصحاب النبي صلى الله عليه وآله. كتاب زهد النبي صلى الله عليه وآله كتاب زهد أمير المؤمنين عليه السلام كتاب زهد فاطمة عليها السلام كتاب زهد الحسن عليه السلام كتاب زهد الحسين عليه السلام كتاب زهد علي بن الحسين عليه السلام كتاب زهد أبي جعفر عليه السلام كتاب زهد الصادق عليه السلام كتاب زهد أبي إبراهيم عليه السلام كتاب زهد الرضا عليه السلام كتاب زهد أبي جعفر الثاني عليه السلام كتاب زهد أبي الحسن علي بن محمد عليه السلام كتاب زهد أبي محمد الحسن بن علي عليه السلام. كتاب أوصاف النبي صلى الله عليه وآله كتاب الروضة كتاب نوادر الفضائل كتاب المحافل كتاب امتحان المجالس كتاب غريب حديث النبي صلى الله عليه وآله وأمير المؤمنين عليه السلام كتاب أخبار سلمان وزهده وفضائله كتاب أخبار أبي ذر وفضائله كتاب التقية كتاب حذو النعل بالنعل. كتاب نوادر الطب كتاب جوابات المسائل الواردة عليه من واسط كتاب الطرائف كتاب جوابات المسائل الواردة عليه من قزوين كتاب جوابات مسائل وردت من مصر جوابات مسائل وردت من البصرة جوابات مسائل وردت من الكوفة جواب مسألة وردت عليه من المدائن في الطلاق كتاب العلل غير مبوب كتاب فيه ذكر من لقيه من أصحاب الحديث وعن كل واحد منهم حديث ذكر المجلس الذي جرى له بين يدي ركن الدولة ذكر مجلس آخر ذكر مجلس ثالث ذكر مجلس رابع ذكر مجلس خامس كتاب الحذاء والخف كتاب الخاتم كتاب علل الوضوء كتاب الشورى كتاب اللباس كتاب المسائل كتاب الخطاب كتاب فضل العلم كتاب إبطال الغلو والتقصير كتاب السر المكتوم إلى الوقت المعلوم كتاب المختار بن أبي عبيد كتاب الناسخ والمنسوخ كتاب جواب مسألة نيشابور (نيسابور) كتاب رسالته غلى أبي محمد الفارسي في شهر رمضان كتاب الرسالة الثانية إلى أهل بغداد في معنى شهر رمضان كتاب إبطال الاختيار وإثبات النص كتاب مولد أمير المؤمنين عليه السلام كتاب مصباح المصلي كتاب مولد فاطمة عليها السلام كتاب الجمل جامع كتاب اخبار عبد العظيم بن عبد الله الحسني كتاب تفسير قصيدة في أهل البيت عليهم السلام. |         | غير معروف | --   |